# Ischmorski
Ischmorski (russisch Ижмо́рский) ist eine Siedlung städtischen Typs in der Oblast Kemerowo in Russland mit 5615 Einwohnern (Stand 14. Oktober 2010).

## Geographie
Der Ort liegt etwa 100 km Luftlinie nordnordöstlich des Oblastverwaltungszentrums Kemerowo im nördlichen Vorland des Kusnezker Alatau. Er befindet sich am Oberlauf des Flüsschens Kamenka, das 10 km westlich in den Tschulym-Nebenfluss Jaja mündet.
Ischmorski ist Verwaltungszentrum des Rajons Ischmorski. Die Siedlung ist Sitz der Stadtgemeinde Ischmorskoje gorodskoje posselenije, zu der außerdem die Dörfer Asanowka (9 km südwestlich) und Ischmorka Wtoraja (3 km südlich) sowie die Siedlung Berjosowski (6 km nordwestlich) gehören.

## Geschichte
1846 wurde 3 km südlich der heutigen Siedlung das Dorf Ischmorka (heute Ischmorka Wtoraja) von Umsiedlern aus dem Gouvernement Pensa gegründet, die es nach ihren Herkunftsdörfern Bolschaja Ischmora und Malaja Ischmora (bei Semettschino in der heutigen Oblast Pensa) benannten. Ab 1893 wurde der mittelsibirische Abschnitt der Transsibirischen Eisenbahn vorbeigeführt und die Station Ischmorskaja errichtet, um die eine neue Ortschaft wuchs. Diese wurde als Ischmorka am 4. September 1924 erstmals Verwaltungssitz eines nach ihr benannten Rajons, nach dessen zwischenzeitlicher Auflösung in den 1940er-Jahren erneut ab 1958. Seit 1958 besitzt der Ort unter dem heutigen Namen auch den Status einer Siedlung städtischen Typs.

### Bevölkerungsentwicklung
| Jahr | Einwohner |
| ---- | --------- |
| 1939 | 4432      |
| 1959 | 5195      |
| 1970 | 4988      |
| 1979 | 5837      |
| 1989 | 6855      |
| 2002 | 6101      |
| 2010 | 5615      |

Anmerkung: Volkszählungsdaten

## Verkehr
In Ischmorski befindet sich die Station Ischmorskaja der Transsibirischen Eisenbahn (Streckenkilometer 3640 ab Moskau), die auf diesem Abschnitt 1899 eröffnet wurde und seit 1959 elektrifiziert ist.
Zur Siedlung führt die Regionalstraße 32K-49, die 35 km südlich von der föderalen Fernstraße R255 Sibir (ehemals M53) Nowosibirsk – Irkutsk abzweigt. Nach Norden verläuft sie weiter zur 10 km entfernten 32R-47, Teil der Verbindung Tomsk – Mariinsk (ehemals R400). Nach Westen besteht über die 32K-48 entlang der Transsib Anschluss über Jaja nach Anschero-Sudschensk.